# 伊勢賢治
伊勢 賢治（いせ けんじ、11月8日(生年は非公開) - ）は、東京都出身のサクソフォーン奏者であり、全ての楽器を演奏できるマルチプレイヤー。
音楽プロデューサー、演出家、作詞家、作曲家、編曲家で、自身はシンガーソングライターとしても活動している。
血液型はO型。慶應義塾高等学校を経て慶應義塾大学文学部図書館情報学科を卒業。

## 経歴・人物
- 中学で吹奏楽部に入部したのをきっかけに音楽を始め、中学の終わりからMICA Music Laboratoryで作詞・作曲・編曲などを学び、土岐英史、藤陵雅裕らにサクソフォーンを師事。
- この頃よりサクソフォーンの他にボーカル、パーカッション、ドラム、管楽器全般、ピアノ、指揮法を始めほとんどの楽器に触れ、シンガーソングライターだけでなく制作者、プレーヤーとして経験を積む。
- 大学時代はクロスオーバー研究会に所属。大学卒業後、C.C.ガールズ・原田徳子のアルバムレコーディングを皮切りに、スタジオ・ミュージシャンとして活動を始める。
- 自身は全ての楽器を演奏できるマルチプレイヤーでもあり、松任谷由実のコンサートでは、サクソフォーンだけでなく、フルート、パーカッション、キーボードも担当。更に、2012年冬に行われたホテルオークラ主催イベント Silent Christmas * Wish for you *では、平原綾香が歌うJOYFUL JOYFULでドラムも担当した。
- また、Eテレ『ふしぎのヤッポ島 プキプキとポイ』では、クラリネットも演奏している。
- 楽器の選定にも高い評価を受けており、海外で管楽器などの選定、買い付けなども行う。
- 趣味はPCや写真、アート、何かを作る事。

## 出演

### コンサート
- 2010年〜2012年 - 沼津サマーガーデン 鮫島秀樹プロジェクト
- 2010年〜2019年 - 松任谷由実 『 Surf & Snow In Naeba 』
- 2010年 - 松任谷由実 『 第一スペシャルナイト ユーミン×ディズニーの仲間たち in ディズニーシー 』
- 2011年 - 松任谷由実 『 Concert Tour 2011 Road show 』
- 2012年 - 松任谷由実 『 Real Dinner Show 時間の旅 Voyage dans temps』
- 2012年 - 松任谷由実 『 純愛物語 meets YUMING 8月31日 〜夏休み最後の日〜 』
- 2012年 - 松任谷由実＆プロコル・ハルム Tour 『 - Back to Beginning - 』
- 2012年 - 松任谷由実 『 Silent Christmas * Wish for you * 』
- 2013年～2014年 - 松任谷由実 『 Concert Tour 2013-2014 POP CLASSICO 』
- 2014年 - 松任谷由実 『あなたがいたから私がいた』
- 2014年 - 松任谷由実 『Real Christmas Show 時の降る聖夜』
- 2016年〜2017年 - 松任谷由実 『Concert Tour 宇宙図書館 2016-2017』
- 2017年 - 松任谷由実 『朝陽の中で微笑んで』
- 2018年〜2019年 - 松任谷由実 『TIME MACHINE TOUR Traveling through 45years』

## ディスコグラフィー

### アルバム
| 枚  | 発売日        | タイトル |
| --- | ------------- | -------- |
| 1st | 2012年1月19日 | Together |

## プロデュース

### アーティスト
- 壱師美穂
- 内生蔵裕希
- 西海絢乃
- 須藤美恵子
- さくらゆき
- 小山貴弘
- 聞間拓
- 大野朋来

### 作品
- さくらゆき「戦～今を生きる～」（2016年10月15日）
- さくらゆき「決意～戦国と幕末～」（2018年8月4日）